# Endocoelantheae
Az Endocoelantheae a virágállatok (Anthozoa) osztályának és a tengerirózsák (Actiniaria) rendjének egyik alrendje.

## Rendszerezés
Az alrendbe az alábbi 2 család tartozik:
- Actinernidae Stephenson, 1922 - 7 faj
- Halcuriidae Carlgren, 1918 - 8 faj